# Pandelísz Karaszevdász
Pandelísz Karaszevdász (görög nyelv: Παντελής Καρασεβδάς) (Asztakosz, 1877 – Agrinio, 1946. március 14.) olimpiai bajnok görög sportlövő.
A legelső újkori nyári olimpián, az 1896. évi nyári olimpiai játékokon, Athénban indult sportlövészetben, három versenyszámban: hadipuskában olimpiai bajnok lett, összetett szabadpuskában 5. lett. katonai pisztolyban helyezését nem ismerjük.
Katonai pályára lépett és ezredesként szerelt le. Később politikus és sportvezető lett.